# Jerry Hadley
Jerry Hadley fue un tenor lírico estadounidense nacido el 16 de junio de 1952 en Princeton, Illinois y fallecido el 18 de julio de 2007 en Poughkeepsie, New York. Uno de los tenores más relevantes de su generación destacado en personajes de Mozart, Stravinsky, Bernstein y el repertorio moderno y en opereta y comedia musical.
Debutó en 1976 en Lake George Opera en Cosí fan tutte siendo contratado por Beverly Sills entonces directora de la New York City Opera donde cosechó sus primeros triunfos como Alfredo, el Duque de Mantua, Edgardo y Nemorino. Favorito en el Metropolitan Opera donde debutó como Des Grieux en Manon, Chicago, Glyndebourne, La Scala, Covent Garden, San Francisco, Santa Fe y otras casas líricas se recuerda su encarnación de Tom Rakewell en The Rake's Progress de Igor Stravinsky, Candide de Leonard Bernstein, Idomeneo, Tamino y Don Ottavio de Mozart, Hoffmann, Werther, Jimmy en Mahagonny de Kurt Weill y El gran Gatsby de John Harbison.
Junto a Teresa Stratas y Frederica von Stade grabó la premiada versión integral de Show Boat de Jerome Kern y Oscar Hammerstein.
Se disparó un tiro en la cabeza permaneciendo ocho días internado antes de su deceso por daños irreparables en el cerebro.
Estaba separado de su esposa, la pianista Cheryll Drake Hadley, madre de sus dos hijos.

## Discografía de referencia
- Bernstein: Candide / Bernstein
- Bernstein: Mass / Kent Nagano
- Britten: War Requiem / Masur
- Donizetti: Anna Bolena / Bonynge
- Floyd: Susannah / Nagano
- Gounod: Faust / Rizzi
- Handel: Messiah / Marriner
- Janacek: Jenufa / Haitink
- Kern: Show Boat / John Mcglinn
- Lehár: The Land Of Smiles / Bonynge
- Massenet: Werther / Nagano
- Mccartney: Liverpool Oratorio / Carl Davis
- Mozart: Così Fan Tutte / Mackerras
- Mozart: Die Zauberflöte / Mackerras
- Mozart: Don Giovanni / Mackerras
- Mozart: Idomeneo / Haitink (Glyndebourne DVD)
- Mozart: Il Re Pastore / Marriner
- Mozart: Requiem / Bernstein
- Puccini: La Boheme / Bernstein
- Rossini: Il barbiere di Siviglia / Gelmetti
- Stravinsky: The Rake's Progress / Nagano
- Verdi: Requiem / Shaw
- Weill: Street Scene / Mauceri
- Weill: The Rise & Fall Of The City Of Mahagonny / Russell Davies